# Pothyne thibetana
Pothyne thibetana är en skalbaggsart som beskrevs av Stefan von Breuning 1950. Pothyne thibetana ingår i släktet Pothyne och familjen långhorningar.
Artens utbredningsområde är Tibet. Inga underarter finns listade i Catalogue of Life.